# Camptochaeta cladiator
Camptochaeta cladiator är en tvåvingeart som beskrevs av Heikki Hippa och Pekka Vilkamaa 1994. Camptochaeta cladiator ingår i släktet Camptochaeta och familjen sorgmyggor.
Artens utbredningsområde är Alaska. Inga underarter finns listade i Catalogue of Life.